# Rostysław Sahło
Rostysław Witalijowycz Sahło, ukr. Ростислав Віталійович Сагло, ros. Ростислав Витальевич Сагло – Rostisław Witaljewicz Sagło (ur. 8 maja 1978 w Kijowie) – ukraiński hokeista.

## Kariera
- Sokił Kijów (wychowanek, 1984–1992)
- Krylja Sowietow Moskwa (1992–1995)
- Cobourg Cougars (1995–1996)
- Laval Titan Collège Français (1996/1997)
- Pensacola Ice Pilots (1996–1997)
- Louisville Panthers (1996/1997)
- Macon Whoopee (1997)
- Saginaw Lumber Kings (1997)
- Idaho Steelheads (1997–1998)
- El Paso Buzzards (1998/1999)
- Phoenix Mustangs (1998/1999)
- Memphis RiverKings (1999/2000)
- Phoenix Mustangs (1999/2000)
- Anchorage Aces (1999/2000)
- Border City Bandits (2000/2001)
- Sokił Kijów (2000/2001)
- B.C. Icemen (2001/2002)
- Port Huron Border Cats (2001/2002)
- HK Kijów (2002/2003)
- Dnipro Chersoń (2002/2003)
- HKm Zvolen (2002/2003)
- Kristałł Saratów (2003/2004)
- Cape Fear Fire Antz (2003/2004)
- East Lansing Ice Nuts (2003/2004)
- TKH Toruń (2004)
- KH Sanok (2004–2005)
- Zagłębie Sosnowiec (2005/2006)
- Gazowik Tiumeń (2005/2006)
- Kompańjon Kijów (2006–2008, 2010–2011)

Wychowanek Sokiju Kijów. Na początku lat 90 był zawodnikiem rosyjskiego klubu Krylja Sowietów Moskwa. Rozwijał karierę w Ameryce Północnej od lat 90. do 2002. Grał w lidze OPJHL. W 1996 został wybrany w drafcie do kanadyjskich rozgrywek juniorskich CHL przez klub Val-d’Or Foreurs z numerem 33 w pierwszej rundzie. W barwach Laval Titan Collège Français grał w lidze QMJHL w sezonie 1996/1997. Później grał w zespołach lig amerykańskich: ECHL, AHL, CHL, UHL, WPHL, WCHL, South East Hockey League (SEHL), International Independent Hockey League (IIHL). W 2003 podpisał kontrakt z Lakeland Loggerheads (WHA). Ponadto występował w drużynach lidze ukraińskiej, drugiej lidze ukraińskiej (Dnipro Chersoń) słowackiej ekstraligi, rosyjskiej Wysszaja Liga. Grał także w lidze polskiej: w sezonie 2004/2005 w barwach najpierw TKH Toruń, następnie KH Sanok (wraz z tym drugim zespołem utrzymał się w barażach ekstraklasy), a w edycji 2005/2006 był anonsowany jego powrót do Sanoka, a następnie był zawodnikiem Zagłębia Sosnowiec od grudnia 2005 do lutego 2006. Po 2005 grał w Kompańjonie Kijów.
Brał udział w turnieju zimowej uniwersjady edycji 2001.
Po zakończeniu kariery hokejowej został agentem hokejowym (jego podopiecznymi zostali rosyjscy hokeiści Władisław Kamieniew, Witalij Abramow). Jest żonaty.

## Sukcesy
Reprezentacyjne
- Brązowy medal zimowej uniwersjady: 2001

Klubowe
- Brązowy medal Wschodnioeuropejskiej Ligi Hokejowej: 2001 z Sokiłem Kijów
- Brązowy medal mistrzostw Słowacji: 2003 z HKm Zwoleń
- Brązowy medal mistrzostw Ukrainy: 2007, 2008, 2011 z Kompańjonem Kijów